# 第二東海自動車道
第二東海自動車道（だいにとうかいじどうしゃどう）は、東海地方を縦貫する国土開発幹線自動車道（国幹道）の路線名である。法的略称は「第二東海道」（だいにとうかいどう）である。第一東海自動車道（東名高速）と並行する路線で、連絡路（清水連絡路・引佐連絡路）とジャンクション (JCT) を介して相互に補完し合うようになっている。
東京側の一部区間を除き新東名高速道路及び伊勢湾岸自動車道として事業化されている。

## 路線名・道路名
国土開発幹線自動車道の路線名は、第二東海自動車道であり、以下の表の通り。
| 起点   | 主たる経過地          | 終点     |
| ------ | --------------------- | -------- |
| 東京都 | 厚木市付近 静岡市付近 | 名古屋市 |

また、高速自動車国道の路線を指定する政令の路線名は第二東海自動車道横浜名古屋線であり、以下の表のとおり。
| 起点   | 重要な経過地 | 終点     |
| ------ | --- | -------- |
| 横浜市 | 藤沢市 綾瀬市 海老名市 厚木市 伊勢原市 秦野市 御殿場市 裾野市 沼津市 富士市 富士宮市 静岡市 藤枝市 島田市 掛川市 磐田市 浜松市 新城市 豊川市 岡崎市 豊田市 安城市 刈谷市 豊明市 名古屋市 大府市 東海市 | 名古屋市 |

これらについて、一般公衆に案内されている道路名（通称名・道路名）に区分すると以下のようになる。
| 道路名               | 区間                    | 備考                          |
| -------------------- | ----------------------- | ----------------------------- |
| （計画中・調査中）   | 玉川IC - 海老名南JCT    |                               |
| E1A 新東名高速道路   | 海老名南JCT - 豊田東JCT | 新秦野IC - 新御殿場ICは未開通 |
| E1A 伊勢湾岸自動車道 | 豊田東JCT - 東海IC      |                               |

高速自動車国道としては、基本計画区間となっている東海IC - 名港中央ICについては、高速自動車国道に並行する一般国道自動車専用道路として国道302号（名古屋環状2号線）伊勢湾岸道路が開通している。
海老名南JCT以東は計画・調査中であるが、国土交通省の資料によると起点が東京都世田谷区の玉川IC（仮称）であり東京外かく環状道路に接続する。途中、横浜泉JCT（仮称）で横浜環状道路西側区間（計画中）と接続し、海老名南JCTに至る計画である。同資料によれば、玉川IC - 横浜泉JCTの距離は36キロメートル、横浜泉JCT - 海老名南JCTの距離は10キロメートルとなっている。なお、起点の「玉川IC」については既に第三京浜道路に同名のインターチェンジがあるが、国土交通省の資料が示す玉川ICと同一であるかは不明である。
途中のインターチェンジの数・位置などは未定。神奈川県の自動車専用道路網構想での路線名は武相幹線。日本高速道路保有・債務返済機構の資料では及び国土交通省高速道路ナンバリング、東名高速道路と横浜新道及び第三京浜道路の概ね中間を通り、東京都内にて東京外かく環状道路に接続するように記載されているが、海老名南JCT以東の都市計画決定はされておらず、詳細な経路は不明である。

## 沿革
- 1987年（昭和62年）6月30日 : 第四次全国総合開発計画（四全総）が閣議決定。高規格幹線道路が構想される[5]。
  - 第二東名自動車道: 東京 - 名古屋
- 1987年（昭和62年）9月1日 : 四全総を受け国土開発幹線自動車道建設法改正、国幹道の予定路線となる。
- 1995年（平成7年）11月30日 : 道路審議会中間答申、並行する一般国道自動車専用道路による代替が示される。
  - 伊勢湾岸道路
- 1998年（平成10年）3月30日 : 名古屋南IC - 東海IC間が伊勢湾岸自動車道として供用開始。また、同日に本道路に平行する伊勢湾岸道路として事業化された東海IC - 名港中央IC間が同じく伊勢湾岸自動車道として供用開始。
- 2003年（平成15年）
  - 3月15日 : 豊田東IC - 豊田JCT間が伊勢湾岸自動車道として供用開始。
  - 3月23日 : 豊明IC - 名古屋南IC間が伊勢湾岸自動車道として供用開始。
  - 12月25日 : 豊田南IC - 豊明IC間が伊勢湾岸自動車道として供用開始。
- 2004年（平成16年）12月12日 : 豊田JCT - 豊田南IC間が伊勢湾岸自動車道として供用開始。
- 2005年（平成17年）3月19日 : 豊田東JCT - 豊田東IC間が伊勢湾岸自動車道として供用開始。
- 2012年（平成24年）4月14日 : 御殿場JCT - 浜松いなさJCT間が新東名高速道路（本線）、清水JCT - 新清水JCT間が新東名高速道路清水連絡路、三ヶ日JCT - 浜松いなさJCT間が新東名高速道路引佐連絡路として供用開始。
- 2016年（平成28年）2月13日 : 浜松いなさJCT - 豊田東JCT間が新東名高速道路として供用開始。
- 2019年（平成31年）3月17日 : 厚木南IC - 伊勢原JCT間が新東名高速道路として供用開始。
- 2020年（令和2年）3月7日 : 伊勢原JCT - 伊勢原大山IC間が新東名高速道路として供用開始[6]。
- 2021年（令和3年）4月10日 : 新御殿場IC - 御殿場JCT間が新東名高速道路として供用開始[7]。
- 2022年（令和4年）4月16日 : 伊勢原大山IC - 新秦野IC間が新東名高速道路として供用開始[8]。

## インターチェンジなど
- 英略字は以下の項目を示す。
IC：インターチェンジ、JCT：ジャンクション

| IC 番号                           | 施設名      | 接続路線名                                  | 起点 から （km） | 備考   | 所在地   | 所在地     |
| --------------------------------- | ----------- | ------------------------------------------- | ---------------- | ------ | -------- | ---------- |
|                                   | 玉川IC      | C3 東京外郭環状道路（予定路線）             | 0.0              | 調査中 | 東京都   | 世田谷区   |
|                                   | 横浜泉JCT   | 横浜環状道路（計画路線）                    |                  | 調査中 | 神奈川県 | 横浜市泉区 |
| 1                                 | 海老名南JCT | C4 首都圏中央連絡自動車道（さがみ縦貫道路） |                  | 調査中 | 神奈川県 | 海老名市   |
| E1A 新東名高速道路 静岡・豊田方面 |             |                                             |                  |        |          |            |